# 1650 Heckmann
1650 Heckmann è un asteroide della fascia principale del diametro medio di circa 29,07 km. Scoperto nel 1937, presenta un'orbita caratterizzata da un semiasse maggiore pari a 2,4353305 UA e da un'eccentricità di 0,1636186, inclinata di 2,74545° rispetto all'eclittica.
L'asteroide è dedicato all'astronomo tedesco Otto Heckmann.